# Santos Michelena (municipalité)
Pour les articles homonymes, voir Michelena.
Santos Michelena est l'une des dix-huit municipalités de l'État d'Aragua au Venezuela. Son chef-lieu est Las Tejerías. En 2011, la population s'élève à 38 574 habitants.

## Étymologie
La municipalité est nommée en l'honneur de l'homme politique et diplomate vénézuélien Santos Michelena (1797-1848).

## Géographie

### Subdivisions
La municipalité est divisée en deux paroisses civiles avec, chacune à sa tête, une capitale (entre parenthèses) :
- Santos Michelena (Las Tejerías) ;
- Tiara (Tiara).